# Machine Men
I Machine Men sono stati un gruppo heavy metal finlandese composto  da Toni "Antony" Parviainen (voce), Turbo J-V (chitarra), Jani Noronen (chitarra), Eero Vehniäinen (basso) e Jarno Parantainen (batteria).

## Storia del gruppo
Il gruppo viene creato da Toni Parviainen, Jarno Parantainen, Eero Vehniäinen e Jani Noronen come cover band degli Iron Maiden,  lo stesso nome del gruppo deriva da una canzone dell'album di Dickinson "The Chemical Wedding".
Nel 1998 alla band si unisce anche il chitarrista Turbo JV ed iniziano a scrivere le proprie canzoni pubblicando 2 demo. Tuttavia, a causa del servizio militare, il gruppo si vede costretto a fare una pausa nel 2001. Una volta terminato il servizio militare la band firma in dicembre un contratto discografico con l'etichetta finlandese Dynamic Arts Records e pubblica il suo primo EP “Machine Man” dove sono incluse canzoni degli Iron Maiden reinterpretate come ad esempio Aces High. In questo periodo il gruppo fa anche un tour in Finlandia. 
Nel giugno del 2003 il gruppo registra in studio il primo album intitolato Scars & Wounds  che verrà poi pubblicato nel febbraio 2004. Grazie al buon successo ottenuto dall'album il gruppo, dopo il tour, decide di registrare un nuovo album e firma un nuovo contratto con l'etichetta Century Media.  Il nuovo album, Elegies, viene pubblicato nell'agosto 2005 ed ottiene un buon successo da parte della critica. Nel 2007 pubblicano il loro terzo album, Circus Of Fools.
La band si scioglie nel febbraio 2011 dopo 2 anni di pausa.

## Formazione
- Toni "Antony" Parviainen - voce
- Turbo J-V - chitarra
- Jani Noronen - chitarra
- Eero Vehniäinen - basso
- Jarno Parantainen - batteria

## Discografia

### Album
- 2004 - Scars & Wounds
- 2005 - Elegies
- 2007 - Circus Of Fools

### Singoli
- 2005 - Falling
- 2007 - No Talk Without The Giant

### EP
- 2002 - Machine Men